# Premiul Oscar pentru cel mai bun film
Premiul Oscar pentru cel mai bun film este unul dintre premiile acordate oamenilor care lucrează în industria filmului în cadrul ceremoniei Premiilor Oscar. Premiul este acordat de Academy of Motion Picture Arts and Sciences. Este singura categorie unde fiecare membru al Academiei este eligibil nu numai la votul final ci și la nominalizare.
Premiul se decernează anual începând cu 1929.

## Câștigători și nominalizări
În lista de mai jos, câștigătorii sunt prezentați primii în rândul colorat cu galben, iar în continuare sunt arătate  celelalte nominalizări din anul respectiv.  În afară de primii ani (când Academia a folosit un an necalendaristic), anul prezentat este acela în care filmul a avut premiera în Los Angeles, California; în mod normal acesta fiind și anul premierei mondiale, dar poate fi și la un an după aceasta (ca de exemplu filmul Casablanca și, atunci când premiera la un festival de film este luată în considerație, Povești din L.A. (Crash)). Aceasta este, de asemenea, cu un an înainte de ceremonia la care se acordă premiul; de exemplu, un film prezentat cinematografic în cursul anului 2005 a intrat în concurs la Premiile Oscar pentru cel mai bun film din 2005 care a fost acordat în 2006. Numărul ceremoniei (1, 2, etc) apare între paranteze, după anul în care are loc ceremonia, fiind legat de articolul despre aceea ceremonie. Titlul filmului este urmat de  compania de producție și de producător.
Până în 1950, premiul pentru cel mai bun film era acordat companiei de producție; după 1951 a fost acordat producătorului sau producătorilor. 
La prima ceremonie, trei filme au fost nominalizate pentru acordarea premiului. În următorii trei ani, cinci filme au fost nominalizate pentru acest premiu. Apoi numărul acestora a fost mărit la opt în 1933, la zece în 1934 și la doisprezece în 1935, înainte de a fi scăzut din nou la zece în 1937. În 1945, acesta a fost redus la cinci. Acest număr a rămas până în 2009, când limita a fost ridicată la zece și ajustată mai târziu, în 2011, pentru a varia între cinci și zece filme. 
La primele șase ceremonii, perioada de eligibilitate era de ultimii doi ani calendaristici. De exemplu, cele două Premii ale Academiei acordate la 3 aprilie 1930 (și nominalizările) erau pentru filme lansate în perioada 1 august 1928 - 31 iulie 1929. Începând cu a 7-a ediție a Premiilor Academiei, care a avut loc în anul 1935, perioada de eligibilitate era anul calendaristic precedent de la 1 ianuarie la 31 decembrie.

### Anii 1920
| Film           | Companie de producție           | Producător(i)  |
| -------------- | ------------------------------- | -------------- |
| Wings          | Paramount, Famous Players-Lasky | Lucien Hubbard |
| The Racket     | Caddo, Paramount                | Howard Hughes  |
| Seventh Heaven | Fox                             | William Fox    |

| Film                        | Companie de producție               | Producător(i)                         |
| --------------------------- | ----------------------------------- | ------------------------------------- |
| The Broadway Melody         | Metro-Goldwyn-Mayer                 | Irving Thalberg & Lawrence Weingarten |
| Alibi                       | Feature Productions, United Artists | Roland West                           |
| The Hollywood Revue of 1929 | Metro-Goldwyn-Mayer                 | Harry Rapf                            |
| In Old Arizona              | Fox                                 | Winfield Sheehan                      |
| The Patriot                 | Paramount                           | Ernst Lubitsch                        |

### Anii 1930
| Film                           | Companie de producție | Producător(i)                 |
| ------------------------------ | --------------------- | ----------------------------- |
| All Quiet on the Western Front | Universal             | Carl Laemmle, Jr.             |
| The Big House                  | Metro-Goldwyn-Mayer   | Irving Thalberg               |
| Disraeli                       | Warner Bros.          | Jack Warner, Darryl F. Zanuck |
| The Divorcee                   | Metro-Goldwyn-Mayer   | Robert Z. Leonard             |
| The Love Parade                | Paramount             | Ernst Lubitsch                |

| Film           | Companie de producție | Producător(i)      |
| -------------- | --------------------- | ------------------ |
| Cimarron       | RKO Radio             | William LeBaron    |
| East Lynne     | Fox                   | Winfield Sheehan   |
| The Front Page | Caddo, United Artists | Howard Hughes      |
| Skippy         | Paramount             | Adolph Zukor       |
| Trader Horn    | Metro-Goldwyn-Mayer   | Irving G. Thalberg |

| Film                   | Companie de producție   | Producător(i)    |
| ---------------------- | ----------------------- | ---------------- |
| Grand Hotel            | Metro-Goldwyn-Mayer     | Irving Thalberg  |
| Arrowsmith             | Goldwyn, United Artists | Samuel Goldwyn   |
| Bad Girl               | Fox                     | Winfield Sheehan |
| The Champ              | Metro-Goldwyn-Mayer     | King Vidor       |
| Five Star Final        | First National          | Hal B. Wallis    |
| One Hour with You      | Paramount               | Ernst Lubitsch   |
| Shanghai Express       | Paramount               | Adolph Zukor     |
| The Smiling Lieutenant | Paramount               | Ernst Lubitsch   |

| Film                              | Companie de producție | Producător(i)                      |
| --------------------------------- | --------------------- | ---------------------------------- |
| Cavalcade                         | Fox                   | Winfield Sheehan                   |
| 42nd Street                       | Warner Bros.          | Darryl F. Zanuck                   |
| A Farewell to Arms                | Paramount             | Adolph Zukor                       |
| I Am a Fugitive from a Chain Gang | Warner Bros.          | Hal B. Wallis                      |
| Lady for a Day                    | Columbia              | Frank Capra                        |
| Little Women                      | RKO Radio             | Merian C. Cooper, Kenneth MacGowan |
| The Private Life of Henry VIII    | London Films          | Alexander Korda                    |
| She Done Him Wrong                | Paramount             | William LeBaron                    |
| Smilin' Through                   | Metro-Goldwyn-Mayer   | Irving Thalberg                    |
| State Fair                        | Fox                   | Winfield Sheehan                   |

| Film                           | Companie de producție        | Producător(i)                                     |
| ------------------------------ | ---------------------------- | ------------------------------------------------- |
| It Happened One Night          | Columbia                     | Harry Cohn & Frank Capra                          |
| The Barretts of Wimpole Street | Metro-Goldwyn-Mayer          | Irving Thalberg                                   |
| Cleopatra                      | Paramount                    | Cecil B. DeMille                                  |
| Flirtation Walk                | First National               | Jack L. Warner, Hal B. Wallis, Robert Lord        |
| The Gay Divorcee               | RKO Radio                    | Pandro S. Berman                                  |
| Here Comes the Navy            | Warner Bros.                 | Lou Edelman                                       |
| The House of Rothschild        | 20th Century, United Artists | Darryl F. Zanuck, William Goetz, Raymond Griffith |
| Imitation of Life              | Universal                    | John M. Stahl                                     |
| One Night of Love              | Columbia                     | Harry Cohn, Everett Riskin                        |
| The Thin Man                   | Metro-Goldwyn-Mayer          | Hunt Stromberg                                    |
| Viva Villa!                    | Metro-Goldwyn-Mayer          | David O. Selznick                                 |
| The White Parade               | Fox                          | Jesse L. Lasky                                    |

| Film                         | Companie de producție        | Producător(i)                                       |
| ---------------------------- | ---------------------------- | --------------------------------------------------- |
| Mutiny on the Bounty         | Metro-Goldwyn-Mayer          | Irving Thalberg, Albert Lewin                       |
| Alice Adams                  | RKO Radio                    | Pandro S. Berman                                    |
| Broadway Melody of 1936      | Metro-Goldwyn-Mayer          | John W. Considine, Jr.                              |
| Captain Blood                | Warner Bros., Cosmopolitan   | Hal B. Wallis, Harry Joe Brown, Gordon Hollingshead |
| David Copperfield            | Metro-Goldwyn-Mayer          | David O. Selznick                                   |
| The Informer                 | RKO Radio                    | Cliff Reid                                          |
| The Lives of a Bengal Lancer | Paramount                    | Louis D. Lighton                                    |
| A Midsummer Night's Dream    | Warner Bros.                 | Henry Blanke                                        |
| Les Misérables               | 20th Century, United Artists | Darryl F. Zanuck                                    |
| Naughty Marietta             | Metro-Goldwyn-Mayer          | Hunt Stromberg                                      |
| Ruggles of Red Gap           | Paramount                    | Arthur Hornblow, Jr.                                |
| Top Hat                      | RKO Radio                    | Pandro S. Berman                                    |

| Film                       | Companie de producție   | Producător(i)                    |
| -------------------------- | ----------------------- | -------------------------------- |
| The Great Ziegfeld         | Metro-Goldwyn-Mayer     | Hunt Stromberg                   |
| Anthony Adverse            | Warner Bros.            | Henry Blanke                     |
| Dodsworth                  | Goldwyn, United Artists | Samuel Goldwyn, Merritt Hulbert  |
| Libeled Lady               | Metro-Goldwyn-Mayer     | Lawrence Weingarten              |
| Mr. Deeds Goes to Town     | Columbia                | Frank Capra                      |
| Romeo and Juliet           | Metro-Goldwyn-Mayer     | Irving Thalberg                  |
| San Francisco              | Metro-Goldwyn-Mayer     | John Emerson, Bernard H. Hyman   |
| The Story of Louis Pasteur | Warner Bros.            | Henry Blanke                     |
| A Tale of Two Cities       | Metro-Goldwyn-Mayer     | David O. Selznick                |
| Three Smart Girls          | Universal               | Joe Pasternak, Charles R. Rogers |

| Film                       | Companie de producție                  | Producător(i)                      |
| -------------------------- | -------------------------------------- | ---------------------------------- |
| The Life of Emile Zola     | Warner Bros.                           | Henry Blanke                       |
| The Awful Truth            | Columbia                               | Leo McCarey, Everett Riskin        |
| Captains Courageous        | Metro-Goldwyn-Mayer                    | Louis Lighton                      |
| Dead End                   | Goldwyn, United Artists                | Samuel Goldwyn, Merritt Hulbert    |
| The Good Earth             | Metro-Goldwyn-Mayer                    | Irving Thalberg, Albert Lewin      |
| In Old Chicago             | 20th Century Fox                       | Darryl F. Zanuck, Kenneth MacGowan |
| Lost Horizon               | Columbia                               | Frank Capra                        |
| One Hundred Men and a Girl | Universal                              | Charles R. Rogers, Joe Pasternak   |
| Stage Door                 | RKO Radio                              | Pandro S. Berman                   |
| A Star Is Born             | Selznick International, United Artists | David O. Selznick                  |

| Film                         | Companie de producție        | Producător(i)                     |
| ---------------------------- | ---------------------------- | --------------------------------- |
| You Can't Take It With You   | Columbia                     | Frank Capra                       |
| The Adventures of Robin Hood | Warner Bros.                 | Hal B. Wallis, Henry Blanke       |
| Alexander's Ragtime Band     | 20th Century Fox             | Darryl F. Zanuck, Harry Joe Brown |
| Boys Town                    | Metro-Goldwyn-Mayer          | John W. Considine, Jr.            |
| The Citadel                  | Metro-Goldwyn-Mayer          | Victor Saville                    |
| Four Daughters               | Warner Bros., First National | Hal B. Wallis, Henry Blanke       |
| Grand Illusion               | R. A. O., World Pictures     | Frank Rollmer, Albert Pinkovitch  |
| Jezebel                      | Warner Bros.                 | Hal B. Wallis, Henry Blanke       |
| Pygmalion                    | Metro-Goldwyn-Mayer          | Gabriel Pascal                    |
| Test Pilot                   | Metro-Goldwyn-Mayer          | Louis Lighton                     |

| Film                         | Companie de producție         | Producător(i)     |
| ---------------------------- | ----------------------------- | ----------------- |
| Gone with the Wind           | Selznick, Metro-Goldwyn-Mayer | David O. Selznick |
| Dark Victory                 | Warner Bros.                  | David Lewis       |
| Goodbye, Mr. Chips           | Metro-Goldwyn-Mayer           | Victor Saville    |
| Love Affair                  | RKO Radio                     | Leo McCarey       |
| Mr. Smith Goes to Washington | Columbia                      | Frank Capra       |
| Ninotchka                    | Metro-Goldwyn-Mayer           | Sidney Franklin   |
| Of Mice and Men              | Roach, United Artists         | Lewis Milestone   |
| Stagecoach                   | United Artists                | Walter Wanger     |
| The Wizard of Oz             | Metro-Goldwyn-Mayer           | Mervyn LeRoy      |
| Wuthering Heights            | Goldwyn, United Artists       | Samuel Goldwyn    |

### Anii 1940
| Film                     | Companie de producție          | Producător(i)                              |
| ------------------------ | ------------------------------ | ------------------------------------------ |
| Rebecca                  | Selznick, United Artists       | David O. Selznick                          |
| All This, and Heaven Too | Warner Bros.                   | Jack L. Warner, Hal B. Wallis, David Lewis |
| Foreign Correspondent    | Wanger, United Artists         | Walter Wanger                              |
| The Grapes of Wrath      | 20th Century Fox               | Darryl F. Zanuck, Nunnally Johnson         |
| The Great Dictator       | Chaplin, United Artists        | Charlie Chaplin                            |
| Kitty Foyle              | RKO Radio                      | David Hempstead                            |
| The Letter               | Warner Bros.                   | Hal B. Wallis                              |
| The Long Voyage Home     | Argosy, Wanger, United Artists | John Ford                                  |
| Our Town                 | Lesser, United Artists         | Sol Lesser                                 |
| The Philadelphia Story   | Metro-Goldwyn-Mayer            | Joseph L. Mankiewicz                       |

| Film                    | Companie de producție | Producător(i)                 |
| ----------------------- | --------------------- | ----------------------------- |
| How Green Was My Valley | 20th Century Fox      | Darryl F. Zanuck              |
| Blossoms in the Dust    | Metro-Goldwyn-Mayer   | Irving Asher                  |
| Citizen Kane            | RKO Radio             | Orson Welles                  |
| Here Comes Mr. Jordan   | Columbia              | Everett Riskin                |
| Hold Back the Dawn      | Paramount             | Arthur Hornblow, Jr.          |
| The Little Foxes        | RKO Radio             | Samuel Goldwyn                |
| The Maltese Falcon      | Warner Bros.          | Hal B. Wallis                 |
| One Foot in Heaven      | Warner Bros.          | Hal B. Wallis                 |
| Sergeant York           | Warner Bros.          | Hal B. Wallis, Jesse L. Lasky |
| Suspicion               | RKO Radio             | Alfred Hitchcock              |

| Film                      | Companie de producție | Producător(i)                              |
| ------------------------- | --------------------- | ------------------------------------------ |
| Mrs. Miniver              | Metro-Goldwyn-Mayer   | Sidney Franklin                            |
| The Invaders              | GFD, Columbia         | Michael Powell                             |
| Kings Row                 | Warner Bros.          | Hal B. Wallis                              |
| The Magnificent Ambersons | Mercury, RKO Radio    | Orson Welles                               |
| The Pied Piper            | 20th Century Fox      | Nunnally Johnson                           |
| The Pride of the Yankees  | Goldwyn, RKO Radio    | Samuel Goldwyn                             |
| Random Harvest            | Metro-Goldwyn-Mayer   | Sidney Franklin                            |
| The Talk of the Town      | Columbia              | George Stevens                             |
| Wake Island               | Paramount             | Joseph Sistrom                             |
| Yankee Doodle Dandy       | Warner Bros.          | Jack Warner, Hal B. Wallis, William Cagney |

| Film                    | Companie de producție | Producător(i)    |
| ----------------------- | --------------------- | ---------------- |
| Casablanca              | Warner Bros.          | Hal B. Wallis    |
| For Whom the Bell Tolls | Paramount             | Sam Wood         |
| Heaven Can Wait         | 20th Century Fox      | Ernst Lubitsch   |
| The Human Comedy        | Metro-Goldwyn-Mayer   | Clarence Brown   |
| In Which We Serve       | Two Cities Films      | Noël Coward      |
| Madame Curie            | Metro-Goldwyn-Mayer   | Sidney Franklin  |
| The More the Merrier    | Columbia              | George Stevens   |
| The Ox-Bow Incident     | 20th Century Fox      | Lamar Trotti     |
| The Song of Bernadette  | 20th Century Fox      | William Perlberg |
| Watch on the Rhine      | Warner Bros.          | Hal B. Wallis    |

| Film                | Companie de producție    | Producător(i)        |
| ------------------- | ------------------------ | -------------------- |
| Going My Way        | Paramount                | Leo McCarey          |
| Double Indemnity    | Paramount                | Joseph Sistrom       |
| Gaslight            | Metro-Goldwyn-Mayer      | Arthur Hornblow, Jr. |
| Since You Went Away | Selznick, United Artists | David O. Selznick    |
| Wilson              | 20th Century Fox         | Darryl F. Zanuck     |

| Film                    | Companie de producție | Producător(i)     |
| ----------------------- | --------------------- | ----------------- |
| The Lost Weekend        | Paramount             | Charles Brackett  |
| Anchors Aweigh          | Metro-Goldwyn-Mayer   | Joe Pasternak     |
| The Bells of St. Mary's | RKO Radio             | Leo McCarey       |
| Mildred Pierce          | Warner Bros.          | Jerry Wald        |
| Spellbound              | United Artists        | David O. Selznick |

| Film                        | Companie de producție | Producător(i)    |
| --------------------------- | --------------------- | ---------------- |
| The Best Years of Our Lives | RKO Radio             | Samuel Goldwyn   |
| Henry V                     | Two Cities Films      | Laurence Olivier |
| It's a Wonderful Life       | RKO Radio             | Frank Capra      |
| The Razor's Edge            | 20th Century Fox      | Darryl F. Zanuck |
| The Yearling                | Metro-Goldwyn-Mayer   | Sidney Franklin  |

| Film                   | Companie de producție | Producător(i)    |
| ---------------------- | --------------------- | ---------------- |
| Gentleman's Agreement  | 20th Century Fox      | Darryl F. Zanuck |
| The Bishop's Wife      | RKO Radio             | Samuel Goldwyn   |
| Crossfire              | RKO Radio             | Adrian Scott     |
| Great Expectations     | Cineguild             | Ronald Neame     |
| Miracle on 34th Street | 20th Century Fox      | William Perlberg |

| Film                             | Companie de producție              | Producător(i)                      |
| -------------------------------- | ---------------------------------- | ---------------------------------- |
| Hamlet                           | Two Cities Films                   | Laurence Olivier                   |
| Johnny Belinda                   | Warner Bros.                       | Jerry Wald                         |
| The Red Shoes                    | Independent Producers, The Archers | Michael Powell, Emeric Pressburger |
| The Snake Pit                    | 20th Century Fox                   | Anatole Litvak, Robert Bassler     |
| The Treasure of the Sierra Madre | Warner Bros.                       | Henry Blanke                       |

| Film                    | Companie de producție | Producător(i)    |
| ----------------------- | --------------------- | ---------------- |
| All the King's Men      | Rossen, Columbia      | Robert Rossen    |
| Battleground            | Metro-Goldwyn-Mayer   | Dore Schary      |
| The Heiress             | Paramount             | William Wyler    |
| A Letter to Three Wives | 20th Century Fox      | Sol C. Siegel    |
| Twelve O'Clock High     | 20th Century Fox      | Darryl F. Zanuck |

### Anii 1950
| Film                 | Companie de producție | Producător(i)    |
| -------------------- | --------------------- | ---------------- |
| All About Eve        | 20th Century Fox      | Darryl F. Zanuck |
| Born Yesterday       | Columbia              | S. Sylvan Simon  |
| Father of the Bride  | Metro-Goldwyn-Mayer   | Pandro S. Berman |
| King Solomon's Mines | Metro-Goldwyn-Mayer   | Sam Zimbalist    |
| Sunset Boulevard     | Paramount             | Charles Brackett |

| Film                     | Companie de producție | Producător(i)                  |
| ------------------------ | --------------------- | ------------------------------ |
| An American in Paris     | Metro-Goldwyn-Mayer   | Arthur Freed                   |
| Decision Before Dawn     | 20th Century Fox      | Anatole Litvak, Frank McCarthy |
| A Place in the Sun       | Paramount             | George Stevens                 |
| Quo Vadis                | Metro-Goldwyn-Mayer   | Sam Zimbalist                  |
| A Streetcar Named Desire | Warner Bros.          | Charles K. Feldman             |

| Film                       | Companie de producție | Producător(i)                     |
| -------------------------- | --------------------- | --------------------------------- |
| The Greatest Show on Earth | Paramount             | Cecil B. DeMille                  |
| High Noon                  | United Artists        | Stanley Kramer                    |
| Ivanhoe                    | Metro-Goldwyn-Mayer   | Pandro S. Berman                  |
| Moulin Rouge               | Romulus Films         | John Huston, John and James Woolf |
| The Quiet Man              | Republic              | John Ford, Merian C. Cooper       |

| Film                  | Companie de producție | Producător(i)  |
| --------------------- | --------------------- | -------------- |
| From Here to Eternity | Columbia              | Buddy Adler    |
| Julius Caesar         | Metro-Goldwyn-Mayer   | John Houseman  |
| The Robe              | 20th Century Fox      | Frank Ross     |
| Roman Holiday         | Paramount             | William Wyler  |
| Shane                 | Paramount             | George Stevens |

| Film                            | Companie de producție | Producător(i)    |
| ------------------------------- | --------------------- | ---------------- |
| On the Waterfront               | Columbia              | Sam Spiegel      |
| The Caine Mutiny                | Columbia              | Stanley Kramer   |
| The Country Girl                | Paramount             | William Perlberg |
| Seven Brides for Seven Brothers | Metro-Goldwyn-Mayer   | Jack Cummings    |
| Three Coins in the Fountain     | 20th Century Fox      | Sol C. Siegel    |

| Film                            | Companie de producție                           | Producător(i)  |
| ------------------------------- | ----------------------------------------------- | -------------- |
| Marty                           | Steven Productions, Hecht-Lancaster Productions | Harold Hecht   |
| Love Is a Many-Splendored Thing | 20th Century Fox                                | Buddy Adler    |
| Mister Roberts                  | Warner Bros.                                    | Leland Hayward |
| Picnic                          | Columbia                                        | Fred Kohlmar   |
| The Rose Tattoo                 | Paramount                                       | Hal B. Wallis  |

| Film                        | Companie de producție    | Producător(i)                  |
| --------------------------- | ------------------------ | ------------------------------ |
| Around the World in 80 Days | Michael Todd Productions | Michael Todd                   |
| Friendly Persuasion         | Allied Artists           | William Wyler                  |
| Giant                       | Warner Bros.             | George Stevens, Henry Ginsberg |
| The King and I              | 20th Century Fox         | Charles Brackett               |
| The Ten Commandments        | Paramount                | Cecil B. DeMille               |

| Film                         | Companie de producție      | Producător(i)              |
| ---------------------------- | -------------------------- | -------------------------- |
| The Bridge on the River Kwai | Columbia, Horizon Pictures | Sam Spiegel                |
| 12 Angry Men                 | United Artists             | Henry Fonda, Reginald Rose |
| Peyton Place                 | 20th Century Fox           | Jerry Wald                 |
| Sayonara                     | Warner Bros.               | William Goetz              |
| Witness for the Prosecution  | United Artists             | Arthur Hornblow, Jr.       |

| Film                  | Companie de producție  | Producător(i)       |
| --------------------- | ---------------------- | ------------------- |
| Gigi                  | Metro-Goldwyn-Mayer    | Arthur Freed        |
| Auntie Mame           | Warner Bros.           | Jack L. Warner      |
| Cat on a Hot Tin Roof | Metro-Goldwyn-Mayer    | Lawrence Weingarten |
| The Defiant Ones      | Kramer, United Artists | Stanley Kramer      |
| Separate Tables       | United Artists         | Harold Hecht        |

| Film                    | Companie de producție | Producător(i)        |
| ----------------------- | --------------------- | -------------------- |
| Ben-Hur                 | Metro-Goldwyn-Mayer   | Sam Zimbalist        |
| Anatomy of a Murder     | Columbia              | Otto Preminger       |
| The Diary of Anne Frank | 20th Century Fox      | George Stevens       |
| The Nun's Story         | Warner Bros.          | Henry Blanke         |
| Room at the Top         | Remus Films           | John and James Woolf |

### Anii 1960
| Film            | Companie de producție | Producător(i)  |
| --------------- | --------------------- | -------------- |
| The Apartment   | The Mirisch Company   | Billy Wilder   |
| The Alamo       | Batjac Productions    | John Wayne     |
| Elmer Gantry    | United Artists        | Bernard Smith  |
| Sons and Lovers | 20th Century Fox      | Jerry Wald     |
| The Sundowners  | Warner Bros.          | Fred Zinnemann |

| Film                  | Companie de producție | Producător(i)  |
| --------------------- | --------------------- | -------------- |
| West Side Story       | United Artists        | Robert Wise    |
| Fanny                 | Warner Bros.          | Joshua Logan   |
| The Guns of Navarone  | Columbia              | Carl Foreman   |
| The Hustler           | 20th Century Fox      | Robert Rossen  |
| Judgment at Nuremberg | United Artists        | Stanley Kramer |

| Film                  | Companie de producție   | Producător(i)    |
| --------------------- | ----------------------- | ---------------- |
| Lawrence of Arabia    | Columbia                | Sam Spiegel      |
| The Longest Day       | 20th Century Fox        | Darryl F. Zanuck |
| The Music Man         | Warner Bros.            | Morton DaCosta   |
| Mutiny on the Bounty  | Metro-Goldwyn-Mayer     | Aaron Rosenberg  |
| To Kill a Mockingbird | Universal-International | Alan J. Pakula   |

| Film                 | Companie de producție         | Producător(i)   |
| -------------------- | ----------------------------- | --------------- |
| Tom Jones            | Woodfall Films                | Tony Richardson |
| America, America     | Warner Bros.                  | Elia Kazan      |
| Cleopatra            | 20th Century Fox              | Walter Wanger   |
| How the West Was Won | Metro-Goldwyn-Mayer, Cinerama | Bernard Smith   |
| Lilies of the Field  | United Artists                | Ralph Nelson    |

| Film                                                                 | Companie de producție | Producător(i)           |
| -------------------------------------------------------------------- | --------------------- | ----------------------- |
| My Fair Lady                                                         | Warner Bros.          | Jack L. Warner          |
| Becket                                                               | Paramount             | Hal B. Wallis           |
| Dr. Strangelove or: How I Learned to Stop Worrying and Love the Bomb | Columbia              | Stanley Kubrick         |
| Mary Poppins                                                         | Disney                | Walt Disney, Bill Walsh |
| Zorba the Greek                                                      | 20th Century Fox      | Michael Cacoyannis      |

| Film               | Companie de producție  | Producător(i)  |
| ------------------ | ---------------------- | -------------- |
| The Sound of Music | 20th Century Fox       | Robert Wise    |
| Darling            | Embassy                | Joseph Janni   |
| Doctor Zhivago     | Vic Films, Appia Films | Carlo Ponti    |
| Ship of Fools      | Columbia               | Stanley Kramer |
| A Thousand Clowns  | United Artists         | Fred Coe       |

| Film                                             | Companie de producție | Producător(i)  |
| ------------------------------------------------ | --------------------- | -------------- |
| A Man for All Seasons                            | Highland Films        | Fred Zinnemann |
| Alfie                                            | Paramount             | Lewis Gilbert  |
| The Russians Are Coming, the Russians Are Coming | Sheldrake Films       | Norman Jewison |
| The Sand Pebbles                                 | 20th Century Fox      | Robert Wise    |
| Who's Afraid of Virginia Woolf?                  | Warner Bros.          | Ernest Lehman  |

| Film                         | Companie de producție    | Producător(i)    |
| ---------------------------- | ------------------------ | ---------------- |
| In the Heat of the Night     | United Artists           | Walter Mirisch   |
| Bonnie and Clyde             | Warner Bros., Seven Arts | Warren Beatty    |
| Doctor Dolittle              | 20th Century Fox         | Arthur P. Jacobs |
| The Graduate                 | Embassy                  | Lawrence Turman  |
| Guess Who's Coming to Dinner | Columbia                 | Stanley Kramer   |

| Film               | Companie de producție                                     | Producător(i)                          |
| ------------------ | --------------------------------------------------------- | -------------------------------------- |
| Oliver!            | Romulus Films, Warwick Film Productions                   | John Woolf                             |
| Funny Girl         | Columbia                                                  | Ray Stark                              |
| The Lion in Winter | Haworth Productions                                       | Martin Poll                            |
| Rachel, Rachel     | Warner Bros.                                              | Paul Newman                            |
| Romeo and Juliet   | B.H.E. Productions, Verona Produzione, Dino De Laurentiis | Anthony Havelock-Allan, John Brabourne |

| Film                               | Companie de producție | Producător(i)                 |
| ---------------------------------- | --------------------- | ----------------------------- |
| Midnight Cowboy                    | United Artists        | Jerome Hellman                |
| Anne of the Thousand Days          | Universal             | Hal B. Wallis                 |
| Butch Cassidy and the Sundance Kid | 20th Century Fox      | John Foreman                  |
| Hello, Dolly!                      | 20th Century Fox      | Ernest Lehman                 |
| Z                                  | O.N.C.I.C., Cinema V  | Jacques Perrin, Ahmed Rachedi |

### Anii 1970
| Film             | Companie de producție | Producător(i)                  |
| ---------------- | --------------------- | ------------------------------ |
| Patton           | 20th Century Fox      | Frank McCarthy                 |
| Airport          | Universal             | Ross Hunter                    |
| Five Easy Pieces | Columbia              | Bob Rafelson, Richard Wechsler |
| Love Story       | Paramount             | Howard G. Minsky               |
| MASH             | 20th Century Fox      | Ingo Preminger                 |

| Film                   | Companie de producție | Producător(i)       |
| ---------------------- | --------------------- | ------------------- |
| The French Connection  | 20th Century Fox      | Philip D'Antoni     |
| A Clockwork Orange     | Warner Bros.          | Stanley Kubrick     |
| Fiddler on the Roof    | United Artists        | Norman Jewison      |
| The Last Picture Show  | Columbia              | Stephen J. Friedman |
| Nicholas and Alexandra | Columbia              | Sam Spiegel         |

| Film          | Companie de producție | Producător(i)     |
| ------------- | --------------------- | ----------------- |
| The Godfather | Paramount             | Albert S. Ruddy   |
| Cabaret       | Allied Artists        | Cy Feuer          |
| Deliverance   | Warner Bros.          | John Boorman      |
| The Emigrants | Svensk Filmindustri   | Bengt Forslund    |
| Sounder       | 20th Century Fox      | Robert B. Radnitz |

| Film               | Companie de producție                 | Producător(i)                               |
| ------------------ | ------------------------------------- | ------------------------------------------- |
| The Sting          | Universal                             | Tony Bill, Michael Phillips, Julia Phillips |
| American Graffiti  | Lucasfilm, Universal, Coppola Co.     | Francis Ford Coppola, Gary Kurtz            |
| Cries and Whispers | Cinematograph, Svenska Filminstitutet | Ingmar Bergman                              |
| The Exorcist       | Warner Bros.                          | William Peter Blatty                        |
| A Touch of Class   | Avco Embassy, Gordon Film Productions | Melvin Frank                                |

| Film                  | Companie de producție          | Producător(i)                                      |
| --------------------- | ------------------------------ | -------------------------------------------------- |
| The Godfather Part II | Paramount                      | Francis Ford Coppola, Gray Frederickson, Fred Roos |
| Chinatown             | Paramount                      | Robert Evans                                       |
| The Conversation      | Paramount, Coppola Co.         | Francis Ford Coppola                               |
| Lenny                 | United Artists                 | Marvin Worth                                       |
| The Towering Inferno  | 20th Century Fox, Warner Bros. | Irwin Allen                                        |

| Film                            | Companie de producție                           | Producător(i)                    |
| ------------------------------- | ----------------------------------------------- | -------------------------------- |
| One Flew Over the Cuckoo's Nest | United Artists                                  | Saul Zaentz, Michael Douglas     |
| Barry Lyndon                    | Warner Bros., Peregrine Productions, Hawk Films | Stanley Kubrick                  |
| Dog Day Afternoon               | Warner Bros.                                    | Martin Bregman, Martin Elfand    |
| Jaws                            | Universal                                       | Richard D. Zanuck și David Brown |
| Nashville                       | Paramount                                       | Robert Altman                    |

| Film                    | Companie de producție               | Producător(i)                       |
| ----------------------- | ----------------------------------- | ----------------------------------- |
| Rocky                   | United Artists                      | Irwin Winkler, Robert Chartoff      |
| All the President's Men | Warner Bros.                        | Walter Coblenz                      |
| Bound for Glory         | United Artists                      | Robert F. Blumofe, Harold Leventhal |
| Network                 | Metro-Goldwyn-Mayer, United Artists | Howard Gottfried                    |
| Taxi Driver             | Columbia                            | Michael Phillips, Julia Phillips    |

| Film              | Companie de producție             | Producător(i)                 |
| ----------------- | --------------------------------- | ----------------------------- |
| Annie Hall        | United Artists                    | Charles H. Joffe              |
| The Goodbye Girl  | Metro-Goldwyn-Mayer, Warner Bros. | Ray Stark                     |
| Julia             | 20th Century Fox                  | Richard Roth                  |
| Star Wars         | Lucasfilm, 20th Century Fox       | Gary Kurtz                    |
| The Turning Point | 20th Century Fox                  | Herbert Ross, Arthur Laurents |

| Film               | Companie de producție                  | Producător(i)                                                 |
| ------------------ | -------------------------------------- | ------------------------------------------------------------- |
| The Deer Hunter    | EMI Films, Universal                   | Barry Spikings, Michael Deeley, Michael Cimino, John Peverall |
| Coming Home        | United Artists                         | Jerome Hellman                                                |
| Heaven Can Wait    | Paramount                              | Warren Beatty                                                 |
| Midnight Express   | Columbia                               | Alan Marshall, David Puttnam                                  |
| An Unmarried Woman | 20th Century Fox, Casablanca Filmworks | Paul Mazursky, Tony Ray                                       |

| Film              | Companie de producție | Producător(i)                                                     |
| ----------------- | --------------------- | ----------------------------------------------------------------- |
| Kramer vs. Kramer | Columbia              | Stanley R. Jaffe                                                  |
| All That Jazz     | 20th Century Fox      | Robert Alan Aurthur                                               |
| Apocalypse Now    | Zoetrope              | Francis Ford Coppola, Fred Roos, Gray Frederickson, Tom Sternberg |
| Breaking Away     | 20th Century Fox      | Peter Yates                                                       |
| Norma Rae         | 20th Century Fox      | Tamara Asseyev, Alex Rose                                         |

### Anii 1980
| Film                  | Companie de producție                         | Producător(i)                  |
| --------------------- | --------------------------------------------- | ------------------------------ |
| Ordinary People       | Paramount                                     | Ronald L. Schwary              |
| Coal Miner's Daughter | Universal                                     | Bernard Schwartz               |
| The Elephant Man      | Paramount, Brooksfilms                        | Jonathan Sanger                |
| Raging Bull           | United Artists                                | Irwin Winkler, Robert Chartoff |
| Tess                  | Renn Productions, Timothy Burrill Productions | Claude Berri, Timothy Burrill  |

| Film                    | Companie de producție      | Producător(i)  |
| ----------------------- | -------------------------- | -------------- |
| Chariots of Fire        | Enigma Film Productions    | David Puttnam  |
| Atlantic City           | Cine-Neighbor, Selta Films | Denis Héroux   |
| On Golden Pond          | ITC, Universal             | Bruce Gilbert  |
| Raiders of the Lost Ark | Lucasfilm, Paramount       | Frank Marshall |
| Reds                    | Paramount                  | Warren Beatty  |

| Film                       | Companie de producție | Producător(i)                      |
| -------------------------- | --------------------- | ---------------------------------- |
| Gandhi                     | Columbia              | Richard Attenborough               |
| E.T. the Extra-Terrestrial | Universal             | Steven Spielberg, Kathleen Kennedy |
| Missing                    | Universal             | Edward Lewis, Mildred Lewis        |
| Tootsie                    | Columbia              | Sydney Pollack, Dick Richards      |
| The Verdict                | 20th Century Fox      | Richard D. Zanuck, David Brown     |

| Film                | Companie de producție          | Producător(i)                  |
| ------------------- | ------------------------------ | ------------------------------ |
| Terms of Endearment | Paramount                      | James L. Brooks                |
| The Big Chill       | Columbia                       | Michael Shamberg               |
| The Dresser         | Goldcrest, World Film Services | Peter Yates                    |
| The Right Stuff     | Warner Bros., The Ladd Company | Irwin Winkler, Robert Chartoff |
| Tender Mercies      | EMI Films, Universal           | Philip S. Hobel                |

| Film                | Companie de producție   | Producător(i)                                     |
| ------------------- | ----------------------- | ------------------------------------------------- |
| Amadeus             | Orion                   | Saul Zaentz                                       |
| The Killing Fields  | Enigma Film Productions | David Puttnam                                     |
| A Passage to India  | G.W. Films, Thorn EMI   | John Brabourne, Richard Goodwin                   |
| Places in the Heart | Tri-Star                | Arlene Donovan                                    |
| A Soldier's Story   | Columbia                | Norman Jewison, Ronald L. Schwary, Patrick Palmer |

| Film                     | Companie de producție                        | Producător(i)                                                    |
| ------------------------ | -------------------------------------------- | ---------------------------------------------------------------- |
| Out of Africa            | Universal, Mirage Enterprises                | Sydney Pollack                                                   |
| The Color Purple         | Warner Bros.                                 | Steven Spielberg, Kathleen Kennedy, Frank Marshall, Quincy Jones |
| Kiss of the Spider Woman | Island Alive, FilmDallas Pictures, HB Filmes | David Weisman                                                    |
| Prizzi's Honor           | 20th Century Fox, ABC Motion Pictures        | John Foreman                                                     |
| Witness                  | Paramount                                    | Edward S. Feldman                                                |

| Film                     | Companie de producție                               | Producător(i)                    |
| ------------------------ | --------------------------------------------------- | -------------------------------- |
| Platoon                  | Hemdale                                             | Arnold Kopelson                  |
| Children of a Lesser God | Paramount                                           | Burt Sugarman, Patrick J. Palmer |
| Hannah and Her Sisters   | Orion                                               | Robert Greenhut                  |
| The Mission              | Enigma Film Productions, Goldcrest Films, Kingsmere | Fernando Ghia, David Puttnam     |
| A Room with a View       | Merchant Ivory                                      | Ismail Merchant                  |

| Film             | Companie de producție                                             | Producător(i)                     |
| ---------------- | ----------------------------------------------------------------- | --------------------------------- |
| The Last Emperor | Recorded Picture Company, Yanco Films, TAO Films, AAA, Soprofilms | Jeremy Thomas                     |
| Broadcast News   | 20th Century Fox                                                  | James L. Brooks                   |
| Fatal Attraction | Paramount                                                         | Stanley R. Jaffe, Sherry Lansing  |
| Hope and Glory   | Goldcrest Films, Nelson Entertainment                             | John Boorman                      |
| Moonstruck       | Metro-Goldwyn-Mayer                                               | Patrick J. Palmer, Norman Jewison |

| Film                   | Companie de producție                     | Producător(i)                                 |
| ---------------------- | ----------------------------------------- | --------------------------------------------- |
| Rain Man               | United Artists                            | Mark Johnson                                  |
| The Accidental Tourist | Warner Bros.                              | Lawrence Kasdan, Charles Okun, Michael Grillo |
| Dangerous Liaisons     | Warner Bros., Lorimar, N.F.H. Productions | Norma Heyman, Hank Moonjean                   |
| Mississippi Burning    | Orion                                     | Frederick Zollo, Robert F. Colesberry         |
| Working Girl           | 20th Century Fox                          | Douglas Wick                                  |

| Film                       | Companie de producție                            | Producător(i)                              |
| -------------------------- | ------------------------------------------------ | ------------------------------------------ |
| Driving Miss Daisy         | Warner Bros.                                     | Richard D. Zanuck, Lili Fini Zanuck        |
| Born on the Fourth of July | Universal                                        | A. Kitman Ho, Oliver Stone                 |
| Dead Poets Society         | Touchstone                                       | Steven Haft, Paul Junger Witt, Tony Thomas |
| Field of Dreams            | Universal                                        | Lawrence Gordon, Charles Gordon            |
| My Left Foot               | Ferndale Films, Granada Television International | Noel Pearson                               |

### Anii 1990
| Film                   | Companie de producție        | Producător(i)                       |
| ---------------------- | ---------------------------- | ----------------------------------- |
| Dances with Wolves     | TIG Productions, Orion       | Jim Wilson și Kevin Costner         |
| Awakenings             | Columbia                     | Walter F. Parkes și Lawrence Lasker |
| Ghost                  | Paramount                    | Lisa Weinstein                      |
| The Godfather Part III | Paramount, American Zoetrope | Francis Ford Coppola                |
| Goodfellas             | Warner Bros.                 | Irwin Winkler                       |

| Film                     | Companie de producție          | Producător(i)                                 |
| ------------------------ | ------------------------------ | --------------------------------------------- |
| The Silence of the Lambs | Orion                          | Edward Saxon, Kenneth Utt și Ron Bozman       |
| Beauty and the Beast     | Disney                         | Don Hahn                                      |
| Bugsy                    | TriStar, Mulholland, Baltimore | Mark Johnson, Barry Levinson și Warren Beatty |
| JFK                      | Warner Bros.                   | A. Kitman Ho și Oliver Stone                  |
| The Prince of Tides      | Columbia                       | Barbra Streisand și Andrew S. Karsch          |

| Film             | Companie de producție               | Producător(i)                               |
| ---------------- | ----------------------------------- | ------------------------------------------- |
| Unforgiven       | Warner Bros., Malpaso               | Clint Eastwood                              |
| The Crying Game  | Palace Pictures                     | Stephen Woolley                             |
| A Few Good Men   | Columbia, Castle Rock Entertainment | David Brown, Rob Reiner și Andrew Scheinman |
| Howards End      | Merchant Ivory                      | Ismail Merchant                             |
| Scent of a Woman | Universal                           | Martin Brest                                |

| Film                      | Companie de producție           | Producător(i)                                      |
| ------------------------- | ------------------------------- | -------------------------------------------------- |
| Schindler's List          | Universal, Amblin Entertainment | Steven Spielberg, Gerald R. Molen și Branko Lustig |
| The Fugitive              | Warner Bros.                    | Arnold Kopelson                                    |
| In the Name of the Father | Universal, Hell's Kitchen       | Jim Sheridan                                       |
| The Piano                 | Jan Chapman Productions         | Jan Chapman                                        |
| The Remains of the Day    | Columbia, Merchant Ivory        | Mike Nichols, John Calley și Ismail Merchant       |

| Film                        | Companie de producție                              | Producător(i)                                                   |
| --------------------------- | -------------------------------------------------- | --------------------------------------------------------------- |
| Forrest Gump                | Paramount                                          | Wendy Finerman, Steve Tisch și Steve Starkey                    |
| Four Weddings and a Funeral | PolyGram Filmed Entertainment, Working Title Films | Duncan Kenworthy                                                |
| Pulp Fiction                | Miramax                                            | Lawrence Bender                                                 |
| Quiz Show                   | Hollywood                                          | Michael Jacobs, Julian Krainin, Michael Nozik și Robert Redford |
| The Shawshank Redemption    | Columbia, Castle Rock Entertainment                | Niki Marvin                                                     |

| Film                    | Companie de producție                                                                       | Producător(i)                                              |
| ----------------------- | ------------------------------------------------------------------------------------------- | ---------------------------------------------------------- |
| Braveheart              | Paramount, Icon, 20th Century Fox                                                           | Mel Gibson, Alan Ladd, Jr. și Bruce Davey                  |
| Apollo 13               | Universal, Imagine Entertainment                                                            | Brian Grazer                                               |
| Babe                    | Universal, Kennedy Miller Productions                                                       | Bill Miller, George Miller și Doug Mitchell                |
| Il Postino: The Postman | Cecchi Gori Group Tiger Cinematografica, Esterno Mediterraneo Film, Blue Dahlia, Penta Film | Mario Cecchi Gori, Vittorio Cecchi Gori și Gaetano Daniele |
| Sense and Sensibility   | Columbia, Mirage                                                                            | Lindsay Doran                                              |

| Film                | Companie de producție           | Producător(i)                                                  |
| ------------------- | ------------------------------- | -------------------------------------------------------------- |
| The English Patient | Miramax, Tiger Moth Productions | Saul Zaentz                                                    |
| Fargo               | PolyGram                        | Ethan Coen                                                     |
| Jerry Maguire       | Gracie Films, TriStar           | James L. Brooks, Laurence Mark, Richard Sakai și Cameron Crowe |
| Secrets & Lies      | Thin Man Films                  | Simon Channing-Williams                                        |
| Shine               | Momentum Films                  | Jane Scott                                                     |

| Film               | Companie de producție                                 | Producător(i)                                        |
| ------------------ | ----------------------------------------------------- | ---------------------------------------------------- |
| Titanic            | Paramount, 20th Century Fox, Lightstorm Entertainment | James Cameron și Jon Landau                          |
| As Good as It Gets | TriStar                                               | James L. Brooks, Bridget Johnson, Kristi Zea         |
| The Full Monty     | Redwave Films                                         | Umberto Pasolini                                     |
| Good Will Hunting  | Miramax                                               | Lawrence Bender                                      |
| L.A. Confidential  | Warner Bros.                                          | Curtis Hanson, Arnon Milchan și Michael G. Nathanson |

| Film                | Companie de producție                     | Producător(i)                                                                 |
| ------------------- | ----------------------------------------- | ----------------------------------------------------------------------------- |
| Shakespeare in Love | Miramax, Universal, Bedford Falls Company | David Parfitt, Donna Gigliotti, Harvey Weinstein, Edward Zwick și Marc Norman |
| Elizabeth           | PolyGram Filmed Entertainment, Gramercy   | Shekhar Kapur, Alison Owen, Eric Fellner și Tim Bevan                         |
| Life Is Beautiful   | Melampo Cinematografica, Pacific Pictures | Elda Ferri și Gianluigi Braschi                                               |
| Saving Private Ryan | DreamWorks, Paramount                     | Steven Spielberg, Ian Bryce, Mark Gordon și Gary Levinsohn                    |
| The Thin Red Line   | 20th Century Fox                          | Robert Michael Geisler, John Roberdeau și Grant Hill                          |

| Film                  | Companie de producție                   | Producător(i)                                    |
| --------------------- | --------------------------------------- | ------------------------------------------------ |
| American Beauty       | DreamWorks                              | Bruce Cohen și Dan Jinks                         |
| The Cider House Rules | Miramax, FilmColony                     | Richard N. Gladstein                             |
| The Green Mile        | Castle Rock Entertainment, Warner Bros. | Frank Darabont și David Valdes                   |
| The Insider           | Touchstone, Forward Pass Productions    | Pieter Jan Brugge și Michael Mann                |
| The Sixth Sense       | Hollywood, Spyglass Entertainment       | Frank Marshall, Kathleen Kennedy și Barry Mendel |

### Anii 2000
| Film                           | Companie de producție             | Producător(i)                                       |
| ------------------------------ | --------------------------------- | --------------------------------------------------- |
| Gladiator                      | DreamWorks, Universal             | Douglas Wick, David Franzoni și Branko Lustig       |
| Chocolat                       | Miramax                           | David Brown, Kit Golden și Leslie Holleran          |
| Crouching Tiger, Hidden Dragon | Sony Pictures Classics            | William Kong, Hsu Li Kong și Ang Lee                |
| Erin Brockovich                | Universal, Columbia, Jersey Films | Danny DeVito, Michael Shamberg și Stacey Sher       |
| Traffic                        | USA Films, Bedford Falls Company  | Edward Zwick, Marshall Herskovitz și Laura Bickford |

| Film                                              | Companie de producție              | Producător(i)                                  |
| ------------------------------------------------- | ---------------------------------- | ---------------------------------------------- |
| A Beautiful Mind                                  | DreamWorks, Universal              | Brian Grazer și Ron Howard                     |
| Gosford Park                                      | Sandcastle 5 Productions, Zestwick | Robert Altman, Bob Balaban și David Levy       |
| In the Bedroom                                    | Miramax                            | Graham Leader, Ross Katz și Todd Field         |
| The Lord of the Rings: The Fellowship of the Ring | New Line Cinema, Wingnut Films     | Peter Jackson, Fran Walsh și Barrie M. Osborne |
| Moulin Rouge!                                     | 20th Century Fox, Bazmark          | Martin Brown, Baz Luhrmann și Fred Baron       |

| Film                                  | Companie de producție                                       | Producător(i)                                  |
| ------------------------------------- | ----------------------------------------------------------- | ---------------------------------------------- |
| Chicago                               | Miramax                                                     | Martin Richards                                |
| Gangs of New York                     | Miramax                                                     | Alberto Grimaldi și Harvey Weinstein           |
| The Hours                             | Paramount, Miramax                                          | Scott Rudin și Robert Fox                      |
| The Lord of the Rings: The Two Towers | New Line Cinema, Wingnut Films                              | Barrie M. Osborne, Fran Walsh și Peter Jackson |
| The Pianist                           | RP Productions, Heritage Films, Babelsberg Studios, Runteam | Roman Polanski, Robert Benmussa și Alain Sarde |

| Film                                            | Companie de producție                | Producător(i)                                       |
| ----------------------------------------------- | ------------------------------------ | --------------------------------------------------- |
| The Lord of the Rings: The Return of the King   | New Line Cinema, Wingnut Films       | Barrie M. Osborne, Peter Jackson și Fran Walsh      |
| Lost in Translation                             | Focus Features                       | Ross Katz și Sofia Coppola                          |
| Master and Commander: The Far Side of the World | 20th Century Fox, Miramax, Universal | Samuel Goldwyn, Jr., Peter Weir și Duncan Henderson |
| Mystic River                                    | Warner Bros., Malpaso                | Robert Lorenz, Judie G. Hoyt și Clint Eastwood      |
| Seabiscuit                                      | DreamWorks, Universal                | Kathleen Kennedy, Frank Marshall și Gary Ross       |

| Film                | Companie de producție  | Producător(i)                                      |
| ------------------- | ---------------------- | -------------------------------------------------- |
| Million Dollar Baby | Warner Bros., Malpaso  | Clint Eastwood, Albert S. Ruddy și Tom Rosenberg   |
| The Aviator         | Warner Bros., Miramax  | Michael Mann și Graham King                        |
| Finding Neverland   | Miramax                | Richard N. Gladstein și Nellie Bellflower          |
| Ray                 | Universal, Anvil Films | Taylor Hackford, Stuart Benjamin și Howard Baldwin |
| Sideways            | Fox Searchlight        | Michael London                                     |

| Film                       | Companie de producție                                                      | Producător(i)                                      |
| -------------------------- | -------------------------------------------------------------------------- | -------------------------------------------------- |
| Crash                      | BlackFriar's Bridge, Harris Company, ApolloProScreen                       | Paul Haggis și Cathy Schulman                      |
| Brokeback Mountain         | Focus Features                                                             | Diana Ossana și James Schamus                      |
| Capote                     | United Artists, A-Line Pictures, Cooper's Town Productions, Infinity Media | Caroline Baron, William Vince și Michael Ohoven    |
| Good Night, and Good Luck. | Section Eight Productions                                                  | Grant Heslov                                       |
| Munich                     | DreamWorks, Universal                                                      | Steven Spielberg, Kathleen Kennedy și Barry Mendel |

| Film                  | Companie de producție                                                             | Producător(i)                                         |
| --------------------- | --------------------------------------------------------------------------------- | ----------------------------------------------------- |
| The Departed          | Warner Bros., Plan B Pictures, Initial Entertainment Group, Vertigo Entertainment | Graham King                                           |
| Babel                 | Paramount Vantage, Anonymous Content, Zeta Film                                   | Alejandro González Iñárritu, Steve Golin și Jon Kilik |
| Letters from Iwo Jima | Warner Bros., Malpaso                                                             | Clint Eastwood, Steven Spielberg și Robert Lorenz     |
| Little Miss Sunshine  | Fox Searchlight                                                                   | David T. Friendly, Peter Saraf și Marc Turtletaub     |
| The Queen             | Granada Productions                                                               | Andy Harries, Christine Langan și Tracey Seaward      |

| Film                   | Companie de producție      | Producător(i)                                      |
| ---------------------- | -------------------------- | -------------------------------------------------- |
| No Country for Old Men | Miramax, Paramount Vantage | Scott Rudin, Ethan Coen și Joel Coen               |
| Atonement              | Working Title              | Tim Bevan, Eric Fellner și Paul Webster            |
| Juno                   | Fox Searchlight            | Lianne Halfon, Mason Novick și Russell Smith       |
| Michael Clayton        | Warner Bros.               | Jennifer Fox, Kerry Orent și Sydney Pollack        |
| There Will Be Blood    | Paramount Vantage, Miramax | Paul Thomas Anderson, Daniel Lupi și JoAnne Sellar |

| Film                                | Companie de producție                             | Producător(i)                                                        |
| ----------------------------------- | ------------------------------------------------- | -------------------------------------------------------------------- |
| Slumdog Millionaire                 | Fox Searchlight, Warner Bros., Celador, Film4     | Christian Colson                                                     |
| The Curious Case of Benjamin Button | Paramount, Warner Bros.                           | Kathleen Kennedy, Frank Marshall și Cean Chaffin                     |
| Frost/Nixon                         | Universal, Imagine, Working Title                 | Ron Howard, Brian Grazer și Eric Fellner                             |
| Milk                                | Focus Features                                    | Bruce Cohen și Dan Jinks                                             |
| The Reader                          | The Weinstein Co., Mirage, Neunte Babelsberg Film | Anthony Minghella, Sydney Pollack, Donna Gigliotti și Redmond Morris |

| Film                 | Companie de producție                                            | Producător(i)                                                |
| -------------------- | ---------------------------------------------------------------- | ------------------------------------------------------------ |
| The Hurt Locker      | Voltage Pictures, First Light Productions, Kingsgate Films       | Kathryn Bigelow, Mark Boal, Nicolas Chartier și Greg Shapiro |
| Avatar               | 20th Century Fox, Lightstorm Entertainment                       | James Cameron și Jon Landau                                  |
| The Blind Side       | Warner Bros., Alcon Entertainment                                | Gil Netter, Andrew A. Kosove și Broderick Johnson            |
| District 9           | Wingnut Films, TriStar Pictures                                  | Peter Jackson și Carolynne Cunningham                        |
| An Education         | Finola Dwyer Productions, Wildgaze Films                         | Finola Dwyer și Amanda Posey                                 |
| Inglourious Basterds | The Weinstein Co., Universal, Band Apart, Zehnte Babelsberg Film | Lawrence Bender                                              |
| Precious             | LionsGate, Lee Daniels Entertainment, Smokewood Entertainment    | Lee Daniels, Sarah Siegel-Magness și Gary Magness            |
| A Serious Man        | Focus Features, Working Title Films, Mike Zoss Productions       | Joel Coen and Ethan Coen                                     |
| Up                   | Disney, Pixar                                                    | Jonas Rivera                                                 |
| Up in the Air        | Paramount, The Montecito Picture Company                         | Daniel Dubiecki, Ivan Reitman și Jason Reitman               |

### Anii 2010
| Film                   | Companie de producție                                                                    | Producător(i)                                               |
| ---------------------- | ---------------------------------------------------------------------------------------- | ----------------------------------------------------------- |
| The King's Speech      | The Weinstein Co., Momentum Pictures, UK Film Council, See-Saw Films, Bedlam Productions | Iain Canning, Emile Sherman și Gareth Unwin                 |
| 127 Hours              | Fox Searchlight, Pathé, Everest Entertainment                                            | Danny Boyle, John Smithson și Christian Colson              |
| Black Swan             | Fox Searchlight, Cross Creek Pictures, Phoenix Pictures                                  | Scott Franklin, Mike Medavoy, and Brian Oliver              |
| The Fighter            | The Weinstein Co., Paramount, Mandeville Films                                           | David Hoberman, Todd Lieberman și Mark Wahlberg             |
| Inception              | Warner Bros., Legendary Pictures, Syncopy Films                                          | Christopher Nolan și Emma Thomas                            |
| The Kids Are All Right | Focus Features, Gilbert Films                                                            | Gary Gilbert, Jeffrey Levy-Hinte, and Celine Rattray        |
| The Social Network     | Columbia, Scott Rudin Productions, Trigger Street                                        | Dana Brunetti, Ceán Chaffin, Michael De Luca și Scott Rudin |
| Toy Story 3            | Disney, Pixar                                                                            | Darla K. Anderson                                           |
| True Grit              | Paramount, Skydance Productions, Mike Zoss Productions                                   | Joel Coen, Ethan Coen și Scott Rudin                        |
| Winter's Bone          | Roadside Attractions                                                                     | Alix Madigan and Anne Rosellini                             |

| Film                                | Companie de producție | Producător(i)                                        |
| ----------------------------------- | --- | ---------------------------------------------------- |
| The Artist                          | The Weinstein Co. (US/AUS), Warner Bros. (France), Entertainment Film Distributors (UK), La Petite Reine, ARP Sélection, Studio 37, La Class Americane, France 3 Cinema, U Film, Jouror Productions, JD Prod, Wild Bunch | Thomas Langmann                                      |
| The Descendants                     | Fox Searchlight | Jim Burke, Alexander Payne și Jim Taylor             |
| Extremely Loud and Incredibly Close | Warner Bros., Scott Rudin Productions | Scott Rudin                                          |
| The Help                            | DreamWorks, Touchstone, Participant Media, Imageation Abu Dahbi | Brunson Green, Chris Columbus și Michael Barnathan   |
| Hugo                                | Paramount, GK Films | Graham King și Martin Scorsese                       |
| Midnight in Paris                   | Sony Pictures Classics | Letty Aronson și Stephen Tenenbaum                   |
| Moneyball                           | Columbia, Scott Rudin Productions, Michael De Luca Productions | Michael De Luca, Rachael Horovitz și Brad Pitt       |
| The Tree of Life                    | Fox Searchlight, River Road Entertainment | Sarah Green, Bill Pohlad, Dede Gardner și Grant Hill |
| War Horse                           | DreamWorks, Touchstone, Amblin Entertainment | Steven Spielberg și Kathleen Kennedy                 |

| Film                        | Companie de producție                                             | Producător(i)                                                   |
| --------------------------- | ----------------------------------------------------------------- | --------------------------------------------------------------- |
| Argo                        | Warner Bros., GK Films, Smokehouse Pictures                       | Grant Heslov, Ben Affleck și George Clooney                     |
| Amour                       | Les Films du Losange, X Filme Creative Pool, Wega Film Production | Margaret Menegoz, Stefan Arndt, Veit Heiduschka și Michael Katz |
| Beasts of the Southern Wild | Fox Searchlight, Cinereach                                        | Dan Janvey, Josh Penn, and Michael Gottwald                     |
| Django Unchained            | The Weinstein Co., Columbia, Band Apart                           | Stacey Sher, Reginald Hudlin, and Pilar Savone                  |
| Les Misérables              | Universal, Working Title Films, Cameron Mackintosh Limited        | Tim Bevan, Eric Fellner, Debra Hayward și Cameron Mackintosh    |
| Life of Pi                  | 20th Century Fox                                                  | Gil Netter, Ang Lee, and David Womark                           |
| Lincoln                     | DreamWorks, Touchstone, 20th Century Fox                          | Steven Spielberg și Kathleen Kennedy                            |
| Silver Linings Playbook     | The Weinstein Co.                                                 | Donna Gigliotti, Bruce Cohen și Jonathan Gordon                 |
| Zero Dark Thirty            | Columbia, Annapurna Pictures                                      | Mark Boal, Kathryn Bigelow și Megan Ellison                     |

| Film                    | Companie de producție                                                                                                | Producător(i)                                                                |
| ----------------------- | --- | ---------------------------------------------------------------------------- |
| 12 Years a Slave        | Fox Searchlight, Regency Enterprises, River Road Entertainment, Plan B Entertainment, New Regency, Film4 Productions | Brad Pitt, Dede Gardner, Jeremy Kleiner, Steve McQueen și Anthony Katagas    |
| American Hustle         | Columbia, Atlas Entertainment, Annapurna                                                                             | Charles Roven, Richard Suckle, Megan Ellison și Jonathan Gordon              |
| Captain Phillips        | Columbia, Michael De Luca Productions, Scott Rudin Productions, Trigger Street                                       | Scott Rudin, Dana Brunetti și Michael De Luca                                |
| Dallas Buyers Club      | Focus Features, Truth Entertainment,Voltage Pictures                                                                 | Robbie Brenner and Rachel Winter                                             |
| Gravity                 | Warner Bros., Esperanto Filmoj, Heyday Films                                                                         | Alfonso Cuarón și David Heyman                                               |
| Her                     | Warner Bros., Entertainment Film Distributors, Annapurna                                                             | Megan Ellison, Spike Jonze și Vincent Landay                                 |
| Nebraska                | Paramount Vantage, FilmNation Entertainment                                                                          | Albert Berger and Ron Yerxa                                                  |
| Philomena               | The Weinstein Co., Pathé, BBC Films, British Film Institute, Canal+, Cine+, Baby Cow Productions, Magnolia Mae Films | Gabrielle Tana, Steve Coogan și Tracey Seaward                               |
| The Wolf of Wall Street | Paramount, Universal, Red Granite Pictures, Appian Way Productions, Sikelia Productions, Emjag Productions           | Martin Scorsese, Leonardo DiCaprio, Joey McFarland și Emma Tillinger Koskoff |

| Film                     | Companie de producție                                                                                           | Producător(i)                                                               |
| ------------------------ | --- | --------------------------------------------------------------------------- |
| Birdman                  | Fox Searchlight, Regency Enterprises, Worldview Entertainment                                                   | Alejandro González Iñárritu, John Lesher și James W. Skotchdopole           |
| Boyhood                  | IFC Films | Richard Linklater și Cathleen Sutherland                                    |
| American Sniper          | Warner Bros., Village Roadshow Pictures, Mad Chance Productions, 22nd and Indiana Pictures, Malpaso Productions | Clint Eastwood, Andrew Lazar, Robert Lorenz, Bradley Cooper și Peter Morgan |
| The Grand Budapest Hotel | Fox Searchlight, American Empirical Pictures, Indian Paintbrush, Babelsberg Studio                              | Wes Anderson, Scott Rudin, Steven Rales și Jeremy Dawson                    |
| The Imitation Game       | The Weinstein Co., Black Bear Pictures, Bristol Automotive, Studio Canal                                        | Nora Grossman, Ido Ostrowsky și Teddy Schwarzman                            |
| Selma                    | Paramount, Pathé, Cloud Eight Films, Plan B Entertainment, Harpo Films                                          | Christian Colson, Oprah Winfrey, Dede Gardner și Jeremy Kleiner             |
| The Theory of Everything | Focus Features, Working Title Films                                                                             | Tim Bevan, Eric Felner, Lisa Bruce și Anthony McCarten                      |
| Whiplash                 | Sony Pictures Classics, Bold Films, Blumhouse Productions, Right of Way Films                                   | Jason Blum, Helen Estabrook și David Lancaster                              |

| Film               | Companie de producție | Producător(i)                                                                  |
| ------------------ | --- | ------------------------------------------------------------------------------ |
| Spotlight          | Open Road, Anonymous Content, First Look Media, Participant Media, Rocklin/Faust                                                                 | Blye Pagon Faust, Steve Golin, Nicole Rocklin și Michael Sugar                 |
| The Big Short      | Paramount, Regency Enterprises, Plan B Entertainment                                                                                             | Dede Gardner, Jeremy Kleiner și Brad Pitt                                      |
| Bridge of Spies    | DreamWorks, Touchstone, 20th Century Fox, Amblin Entertainment, Participant Media, Afterworks Limited, Studio Babelsberg, Marc Platt Productions | Steven Spielberg, Marc Platt și Kristie Macosko Krieger                        |
| Brooklyn           | TSG Entertainment, British Film Institute, BBC Films, Wildgaze Films, Irish Film Board, Parallel Film Productions, Item 7                        | Finola Dwyer și Amanda Posey                                                   |
| Mad Max: Fury Road | Warner Bros., Village Roadshow Pictures, Kennedy Miller Mitchell, RatPac-Dune Entertainment                                                      | Doug Mitchell și George Miller                                                 |
| The Martian        | 20th Century Fox, TSG Entertainment, Scott Free Productions, Genre Films                                                                         | Simon Kinberg, Ridley Scott, Michael Schaefer și Mark Huffam                   |
| The Revenant       | 20th Century Fox, Anonymous Content, Appian Way Productions, M Productions, New Regency Pictures, RatPac-Dune Entertainment                      | Arnon Milchan, Steve Golin, Alejandro G. Iñárritu, Mary Parent și Keith Redmon |
| Room               | A24, TG4 Films, Nope Films, Mauvais Plan, Inc., CampTrace Entertainment, Lester Productions                                                      | Ed Guiney                                                                      |

| Film                  | Companie de producție                                                                                                | Producător(i)                                                                      |
| --------------------- | --- | ---------------------------------------------------------------------------------- |
| Moonlight             | A24, Plan B Entertainment, Pastel Productions                                                                        | Adele Romanski, Dede Gardner și Jeremy Kleiner                                     |
| Arrival               | Paramount, Lava Bear Films, 21 Laps Entertainment, FilmNation Entertainment                                          | Shawn Levy, Dan Levine, Aaron Ryder și David Linde                                 |
| Fences                | Paramount, Bron Studios, Macro Media, Scott Rudin Productions                                                        | Scott Rudin, Denzel Washington și Todd Black                                       |
| Hacksaw Ridge         | Summit Entertainment, Pandemonium Films, Permut Productions, Vendian Entertainment                                   | Bill Mechanic și David Permut                                                      |
| Hell or High Water    | CBS, Lionsgate, Sidney Kimmel Entertainment, OddLot Entertainment, Film 44, LBI Entertainment                        | Carla Hacken și Julie Yorn                                                         |
| Hidden Figures        | 20th Century Fox, TSG Entertainment, Chernin Entertainment, Levantine Films                                          | Donna Gigliotti, Peter Chernin, Jenno Topping, Pharrell Williams și Theodore Melfi |
| La La Land            | Summit Entertainment, Black Label Media, TIK Films Limited, Impostor Pictures, Gilbert Films, Marc Platt Productions | Fred Berger, Jordan Horowitz și Marc Platt                                         |
| Lion                  | The Weinstein Co., Transmission Films, Entertainment Film Distributors                                               | Emile Sherman, Iain Canning, and Angie Fielder                                     |
| Manchester by the Sea | Amazon, Roadside Attractions, K Period Media, B Story, CMP, Pearl Street Films                                       | Matt Damon, Kimberly Steward, Chris Moore, Lauren Beck și Kevin J. Walsh           |

| Film                                      | Companie de producție | Producător(i)                                                             |
| ----------------------------------------- | --- | ------------------------------------------------------------------------- |
| The Shape of Water                        | TSG Entertainment, Double Dare You Productions | Guillermo del Toro și J. Miles Dale                                       |
| Call Me by Your Name                      | Frenesy Film Company, La Cinéfacture, RT Features, M.Y.R.A. Entertainment, Water's End Productions                                                              | Peter Spears, Luca Guadagnino, Emilie Georges and Marco Morabito          |
| Darkest Hour                              | Perfect World Pictures, Working Title Films | Tim Bevan, Eric Fellner, Lisa Bruce, Anthony McCarten și Douglas Urbanski |
| Dunkirk                                   | Syncopy Inc. | Emma Thomas și Christopher Nolan                                          |
| Get Out                                   | Blumhouse Productions, Monkeypaw Productions, QC Entertainment                                                                                                  | Sean McKittrick, Jason Blum, Edward H. Hamm Jr. și Jordan Peele           |
| Lady Bird                                 | Scott Rudin Productions, Management 360, IAC Films | Scott Rudin, Eli Bush și Evelyn O'Neill                                   |
| Phantom Thread                            | Annapurna Pictures, Ghoulardi Film Company, Perfect World Pictures                                                                                              | JoAnne Sellar, Paul Thomas Anderson, Megan Ellison și Daniel Lupi         |
| The Post                                  | DreamWorks Pictures, 20th Century Fox, Amblin Entertainment, Participant Media, Pascal Pictures, Star Thrower Entertainment, TSG Entertainment, Amblin Partners | Amy Pascal, Steven Spielberg și Kristie Macosko Krieger                   |
| Three Billboards Outside Ebbing, Missouri | Blueprint Pictures, Fox Searchlight Pictures, Film4 Productions, Cutting Edge Group                                                                             | Graham Broadbent, Pete Czernin și Martin McDonagh                         |

| Film              | Companie de producție | Producător(i)                                                                  |
| ----------------- | --- | ------------------------------------------------------------------------------ |
| Green Book        | Participant Media, DreamWorks Pictures, Innisfree Pictures, Cinetic Media                                                                      | Jim Burke, Charles B. Wessler, Brian Currie, Peter Farrelly și Nick Vallelonga |
| Black Panther     | Marvel Studios | Kevin Feige                                                                    |
| BlacKkKlansman    | Blumhouse Productions, Monkeypaw Productions, QC Entertainment, 40 Acres and a Mule Filmworks, Legendary Entertainment, Perfect World Pictures | Sean McKittrick, Jason Blum, Raymond Mansfield, Jordan Peele și Spike Lee      |
| Bohemian Rhapsody | 20th Century Fox, New Regency, GK Films, Queen Films                                                                                           | Graham King                                                                    |
| The Favourite     | Scarlet Films, Element Pictures, Arcana, Film4 Productions, Waypoint Entertainment                                                             | Ceci Dempsey, Ed Guiney, Lee Magiday și Yorgos Lanthimos                       |
| Roma              | Espectáculos Fílmicos El Coyúl, Pimienta Films, Participant Media, Esperanto Filmoj                                                            | Gabriela Rodríguez and Alfonso Cuarón                                          |
| A Star Is Born    | Warner Bros. Pictures, Metro-Goldwyn-Mayer Pictures, Live Nation Productions, Gerber Pictures, Peters Entertainment, Joint Effort              | Bill Gerber, Bradley Cooper și Lynette Howell Taylor                           |
| Vice              | Plan B Entertainment, Gary Sanchez Productions                                                                                                 | Dede Gardner, Jeremy Kleiner, Adam McKay și Kevin Messick                      |

| Film                          | Companie de producție                                                                                                 | Producător(i)                                                             |
| ----------------------------- | --- | ------------------------------------------------------------------------- |
| Parasite                      | Barunson E&A | Kwak Sin-ae și Bong Joon-ho                                               |
| Ford v Ferrari                | 20th Century Fox, Chernin Entertainment, TSG Entertainment, Turnpike Films                                            | Peter Chernin, Jenno Topping și James Mangold                             |
| The Irishman                  | TriBeCa Productions, Sikelia Productions, Winkler Films                                                               | Martin Scorsese, Robert De Niro, Jane Rosenthal și Emma Tillinger Koskoff |
| Jojo Rabbit                   | Fox Searchlight Pictures, TSG Entertainment, Defender Films, Piki Films                                               | Carthew Neal, Taika Waititi și Chelsea Winstanley                         |
| Joker                         | Warner Bros. Pictures, DC Films, Joint Effort, Bron Creative, Village Roadshow Pictures[1]                            | Todd Phillips, Bradley Cooper și Emma Tillinger Koskoff                   |
| Little Women                  | Columbia Pictures, Regency Enterprises, Pascal Pictures                                                               | Amy Pascal                                                                |
| Marriage Story                | Heyday Films | Noah Baumbach și David Heyman                                             |
| 1917                          | DreamWorks Pictures, Reliance Entertainment, New Republic Pictures, Mogambo, Neal Street Productions, Amblin Partners | Sam Mendes, Pippa Harris, Jayne-Ann Tenggren și Callum McDougall          |
| Once Upon a Time in Hollywood | Columbia Pictures, Bona Film Group, Heyday Films, Visiona Romantica                                                   | David Heyman, Shannon McIntosh și Quentin Tarantino                       |

### Anii 2020
| An                                         | Film                                                                                  | Producător(i)                                                           |
| ------------------------------------------ | ------------------------------------------------------------------------------------- | ----------------------------------------------------------------------- |
| 2020/21 (Ediția 93)                        |                                                                                       |                                                                         |
| Nomadland                                  | Frances McDormand, Peter Spears, Mollye Asher, Dan Janvey și Chloé Zhao               |                                                                         |
| The Father                                 | David Parfitt, Jean-Louis Livi și Philippe Carcassonne                                |                                                                         |
| Judas and the Black Messiah                | Shaka King, Charles D. King și Ryan Coogler                                           |                                                                         |
| Mank                                       | Ceán Chaffin, Eric Roth și Douglas Urbanski                                           |                                                                         |
| Minari                                     | Christina Oh                                                                          |                                                                         |
| Promising Young Woman                      | Ben Browning, Ashley Fox, Emerald Fennell și Josey McNamara                           |                                                                         |
| Sound of Metal                             | Bert Hamelinck și Sacha Ben Harroche                                                  |                                                                         |
| The Trial of the Chicago 7                 | Marc Platt și Stuart M. Besser                                                        |                                                                         |
| 2021 (Ediția 94)                           |                                                                                       |                                                                         |
| CODA                                       | Philippe Rousselet, Fabrice Gianfermi și Patrick Wachsberger                          |                                                                         |
| Belfast                                    | Laura Berwick, Kenneth Branagh, Becca Kovacik și Tamar Thomas                         |                                                                         |
| Don't Look Up                              | Adam McKay și Kevin Messick                                                           |                                                                         |
| Drive My Car                               | Teruhisa Yamamoto                                                                     |                                                                         |
| Dune                                       | Mary Parent, Denis Villeneuve și Cale Boyter                                          |                                                                         |
| King Richard                               | Tim White, Trevor White și Will Smith                                                 |                                                                         |
| Licorice Pizza                             | Sara Murphy, Adam Somner și Paul Thomas Anderson                                      |                                                                         |
| Nightmare Alley                            | J. Miles Dale, Guillermo del Toro și Bradley Cooper                                   |                                                                         |
| The Power of the Dog                       | Emile Sherman, Iain Canning, Roger Frappier, Jane Campion și Tanya Seghatchian        |                                                                         |
| West Side Story                            | Steven Spielberg și Kristie Macosko Krieger                                           |                                                                         |
| 2022 (Ediția 95)                           |                                                                                       |                                                                         |
| Everything Everywhere All at Once          | Daniel Kwan, Daniel Scheinert și Jonathan Wang                                        |                                                                         |
| All Quiet on the Western Front             | Malte Grunert                                                                         |                                                                         |
| Avatar: The Way of Water                   | James Cameron și Jon Landau                                                           |                                                                         |
| The Banshees of Inisherin                  | Graham Broadbent, Pete Czernin și Martin McDonagh                                     |                                                                         |
| Elvis                                      | Baz Luhrmann, Catherine Martin, Gail Berman, Patrick McCormick și Schuyler Weiss      |                                                                         |
| The Fabelmans                              | Kristie Macosko Krieger, Steven Spielberg, Tony Kushner                               |                                                                         |
| Tár                                        | Todd Field, Alexandra Milchan și Scott Lambert                                        |                                                                         |
| Top Gun: Maverick                          | Tom Cruise, Christopher McQuarrie, David Ellison și Jerry Bruckheimer                 |                                                                         |
| Triangle of Sadness                        | Erik Hemmendorff și Philippe Bober                                                    |                                                                         |
| Women Talking                              | Dede Gardner, Jeremy Kleiner și Frances McDormand                                     |                                                                         |
| 2023 (Ediția 96)                           |                                                                                       |                                                                         |
| Oppenheimer                                | Emma Thomas, Charles Roven și Christopher Nolan                                       |                                                                         |
| American Fiction                           | Ben LeClair, Nikos Karamigios, Cord Jefferson și Jermaine Johnson                     |                                                                         |
| Anatomia unei prăbușiri                    | Marie-Ange Luciani și David Thion                                                     |                                                                         |
| Barbie                                     | David Heyman, Margot Robbie, Tom Ackerley și Robbie Brenner                           |                                                                         |
| The Holdovers                              | Mark Johnson                                                                          |                                                                         |
| Crimele din Osage County. Bani însângerați | Dan Friedkin, Bradley Thomas, Martin Scorsese și Daniel Lupi                          |                                                                         |
| Maestro                                    | Bradley Cooper, Steven Spielberg, Fred Berner, Amy Durning și Kristie Macosko Krieger |                                                                         |
| Din alte vieți                             | David Hinojosa, Christine Vachon și Pamela Koffler                                    |                                                                         |
| Sărmane creaturi                           | Ed Guiney, Andrew Lowe, Yorgos Lanthimos și Emma Stone                                |                                                                         |
| Zona de interes                            | James Wilson                                                                          |                                                                         |
| 2024 (Ediția 97)                           | Anora                                                                                 | Alex Coco, Samantha Quan și Sean Baker                                  |
| 2024 (Ediția 97)                           | Brutalistul                                                                           | Nick Gordon, Brian Young, Andrew Morrison, D.J. Gugenheim, Brady Corbet |
| 2024 (Ediția 97)                           | Bob Dylan: A Complete Unknown                                                         | Fred Berger, James Mangold, Alex Heineman                               |
| 2024 (Ediția 97)                           | Conclav                                                                               | Tessa Ross, Juliette Howell și Michael A. Jackman                       |
| 2024 (Ediția 97)                           | Dune: Partea II                                                                       | Mary Parent, Cale Boyter, Tanya Lapointe și Denis Villeneuve            |
| 2024 (Ediția 97)                           | Emilia Pérez                                                                          | Pascal Caucheteux și Jacques Audiard                                    |
| 2024 (Ediția 97)                           | Sunt încă aici                                                                        | Maria Carlota Bruno și Rodrigo Teixeira                                 |
| 2024 (Ediția 97)                           | Nickel Boys                                                                           | Dede Gardner, Jeremy Kleiner, Joslyn Barnes                             |
| 2024 (Ediția 97)                           | Substanța                                                                             | Coralie Fargeat, Tim Bevan, Eric Fellner                                |
| 2024 (Ediția 97)                           | Vrăjitoarele                                                                          | Marc Platt                                                              |

## Legături externe
- Fiecare premiu Oscar pentru cel mai bun film